# Ava-Brücke
Die Ava-Brücke, auch Inva-Brücke oder Inwa-Brücke, war lange Zeit eine der größten Brücken in Myanmar. Bis zu ihrem Einsturz bei einem Erdbeben Ende März 2025 führte die Fachwerkträgerbrücke sowohl Straße wie Eisenbahn in der Nähe von Inwa (vormals Ava) über den Irrawaddy. Sie trägt den Namen nach den in der Nähe liegenden Ruinen der ehemaligen Hauptstadt Birmas, die zu einem beliebten Touristenziel wurden. 

## Geschichte
Das Bauwerk wurde 1934 von den Briten errichtet und war bis 1988 die einzige Brücke über den Fluss. Es ersetzte einen Fährbetrieb für Eisenbahnwagen und Straßenfahrzeuge, der vom Eisenbahnverkehr Rangun–Myitkyina an dieser Stelle benutzt wurde, sowie vom Straßenverkehr zwischen den Städten Mandalay und Sagaing. 
Während des Zweiten Weltkriegs sprengten britische Truppen die Brücke beim Rückzug. Nach der Unabhängigkeit Birmas wurde sie 1954 wieder aufgebaut.
1992 musste das maximal zulässige Gewicht der die Brücke passierenden Straßenfahrzeuge auf 15 t reduziert werden, so dass für die zu schweren Fahrzeuge erneut ein Fährbetrieb eingerichtet werden musste. Es kamen Fähren mit Schottel-Ruderpropeller zum Einsatz. Erst 2008 konnte die neue, 700 m flussaufwärts liegende Irrawaddy-Brücke eröffnet werden, die für den heutigen Verkehr ausgelegt ist.
Am 28. März 2025 stürzten große Teile der Ava-Brücke nach einem schweren Erdbeben ein. Auf Satellitenbildern ist zu sehen, dass nur zwei der neun langen sowie der kürzere Fachwerkträger am Nordwestufer weiterhin auf ihren Pfeilern aufliegen.

## Bauwerk
Die 1128 m lange Brücke bestand aus neun 107 m langen, einem 76 m langen und sechs 18 m langen Trägern. Sie trug innerhalb der Fachwerkträger die eingleisige Eisenbahnstrecke und außerhalb der Träger beidseitig auf Kragarmen je eine Fahrbahn der Straße. Die längsten Träger wogen 1036 t. Die Brückenpfeiler wurden mit 18 m langen und 8,8 m breiten Senkkasten erstellt. Sie sind in verschiedenen Tiefen im felsigen Flussbett verankert, die tiefsten reichen 32 m in den Baugrund. Die Pfeilerhöhe des Bauwerks wurde so gewählt, dass bei Hochwasser des Irrawaddy eine lichte Höhe von 12 m für die Schifffahrt zur Verfügung stand. Dabei musste berücksichtigt werden, dass der Pegel des Flusses über das Jahr bis zu 12 m schwankt. Die Pfeiler wurden verstärkt ausgeführt, um sie vor Beschädigung bei Erdbeben zu schützen.